# Vicky Maeijer
Vicky Maeijer (Rotterdam, 7 september 1986) is een Nederlands politica namens de Partij voor de Vrijheid (PVV). Van 2 juli 2024 tot 3 juni 2025 was zij staatssecretaris Langdurige en Maatschappelijke Zorg in het kabinet-Schoof. Eerder was zij tussen 23 maart 2017 en 2 juli 2024 lid van de Tweede Kamer der Staten-Generaal.

## Levensloop
Maeijer is opgegroeid in Capelle aan den IJssel en kwam in 2006 als stagiaire bij de PVV-fractie en werd vervolgens beleidsmedewerker voor Tweede Kamerlid Raymond de Roon.

### Studie
Ze studeerde tot 2009 internationaal recht en Europees publiekrecht aan de Erasmus Universiteit Rotterdam.

#### Academische Fraude
Haar masterscriptie, die 69 pagina's telde, betrof een internationale rechtszaak; op 27 november 2024 berichtten media dat deze scriptie voor een groot deel was overgeschreven uit andere, al dan niet vermelde, bronnen: "de helft van het 69 pagina’s tellende document is vrijwel woord voor woord overgeschreven". Hierop besloot de universiteit een onderzoek in te stellen naar mogelijke academische fraude. De uitkomst was dat de scriptie ongeldig werd verklaard en dat daarmee haar mastertitel werd ingetrokken, maar dat Maeijer door de universiteit wel de mogelijkheid werd geboden een nieuwe te schrijven.

## Politieke carrière
Na haar studietijd werd ze beleidsmedewerker van de fractie in het Europees Parlement, waar ze samenwerkte met toenmalig PVV'er Louis Bontes. In 2011 werd ze lijsttrekker voor de Provinciale Statenverkiezingen en gekozen in de Provinciale Staten van Zuid-Holland. Daar was ze tot haar aantreden als Europarlementariër op 1 juli 2014 fractievoorzitter.
Bij de Tweede Kamerverkiezingen van 2012 stond Maeijer op de 21e plaats op de kandidatenlijst van de PVV, ze werd niet verkozen. Bij de Europese Parlementsverkiezingen van 2014 werd Maeijer gekozen als lid van het Europees Parlement.
Bij de Tweede Kamerverkiezingen van 2017 stond Maeijer op de derde plaats op de kandidatenlijst van de PVV; zij werd ingaande 23 maart 2017 gekozen als lid van de Tweede Kamer. In verband hiermee trad zij op 15 maart 2017 af als lid van het Europees Parlement. Van 8 december 2020 tot 30 maart 2021 was zij met verlof en werd vervangen door Henk de Vree. 

## Kabinet-Schoof
Sinds 2 juli 2024 is zij staatssecretaris Langdurige en Maatschappelijke Zorg in het kabinet-Schoof. Op 3 juni 2025 trad zij af als staatssecretaris, als gevolg van een coalitiecrisis omtrent asielmaatregelen en de daarop volgende val van het kabinet.

### VN-verdrag Handicap
Als staatssecretaris van Langdurige en Maatschappelijke Zorg coördineerde Vicky Maeijer de invoering van het VN-verdrag inzake de rechten van personen met een handicap in Nederland. Uit een audit van het VN-comité in Genève bleek dat Nederland achterloopt bij de implementatie van het verdrag. Volgens het comité zijn er knelpunten op het gebied van toegankelijkheid, bejegening door overheidsinstanties en bureaucratische drempels.
Om de uitvoering te verbeteren, had Maeijer een werkagenda opgesteld en werden sprintsessies georganiseerd met ervaringsdeskundigen en belangenorganisaties. Daarnaast voerde zij gesprekken met gemeenten over ongelijkheden in de uitvoering van de Wet maatschappelijke ondersteuning (Wmo) en was een houdbaarheidsonderzoek naar deze wet gestart.
Binnen het kabinet wees Maeijer op de bredere verantwoordelijkheid van verschillende ministeries bij de implementatie van het VN-verdrag. Zij overlegde met onder meer het ministerie van Infrastructuur en Waterstaat over toegankelijkheid in het openbaar vervoer. Structurele verbeteringen werden onder haar bewind nog niet doorgevoerd.